# Chassalia ternifolia
Chassalia ternifolia là một loài thực vật có hoa trong họ Thiến thảo. Loài này được (Baker) Bremek. mô tả khoa học đầu tiên năm 1962.